# 헤레라사우루스
헤레라사우루스(학명: Herrerasaurus)는 트라이아스기 후기에 나타난 육식 공룡의 일종이다. 이 육식 공룡의 화석은 모두 아르헨티나 북서부의 트라이아스기 후기, 지금으로부터 약 2억 3천 1백 4십만 년 전 지층에서 발견되었다. 모식종은 헤레라사우루스 이스치구알라스텐시스(Herrerasaurus ischigualastensis)이며, 1963년 아르헨티나 고생물학자 Osvaldo Reig가 명명했고, 이것이 헤레라사우루스속에 딸린 유일한 종이다.